# Croatian Internet eXchange
Croatian Internet eXchange (CIX) je hrvatsko nacionalno središte za razmjenu internetskog prometa udomljeno u Sveučilišnom računskom centru (Srcu), a otvoreno za sve davatelje internetskih usluga u Republici Hrvatskoj.
CIX u tehničkom smislu predstavlja jedinstvenu fizičku točku susreta telekomunikacijskih kanala i mrežne opreme članica CIX-a. To je mjesto na kojem se omogućava razmjena podataka između svih članica CIX-a u skladu s njihovim bilateralnim sporazumima.
Uspostavom izravnih komunikacijskih kanala među hrvatskim Internet Service Providerima postiže se velika ušteda na razmjeni podataka među hrvatskim korisnicima Interneta. Članice CIX-a dogovaraju međusobni peering za izmjenu prometa. Ne postoji obveza izmjene prometa s ostalim sudionicima (članicama CIX-a). Zahtijevani routing protokol za ostvarivanje peeringa je BGP (verzija 4). Odgovarajući routing registry za dokumentiranje CIX peeringa je baza podataka RIPE. Zajednički medij za razmjenu podataka je Switched Ethernet.
Cilj peeringa je izravno međusobno povezivanje ISP-ova radi smanjivanja nepotrebnog prometa kroz treće mreže.

## Vanjske poveznice
- CIX - Croatian Internet eXchange